# Heliophorus brahma
Heliophorus brahma är en fjärilsart som beskrevs av Moore 1857. Heliophorus brahma ingår i släktet Heliophorus och familjen juvelvingar. Inga underarter finns listade i Catalogue of Life.